# Edington, Somerset
Edington är en ort och civil parish  i Storbritannien.   Den ligger i grevskapet Somerset och riksdelen England, i den södra delen av landet, 200 km väster om huvudstaden London. Edington ligger 22 meter över havet och antalet invånare är 372.
Terrängen runt Edington är platt. Runt Edington är det ganska tätbefolkat, med 179 invånare per kvadratkilometer. Trakten runt Edington består i huvudsak av gräsmarker.